# Максименко, Пётр Степанович
Пётр Степанович Максименко (укр. Петро Степанович Максименко; 25 июня 1924, Злынка, Кировоградская область, УССР — 12 февраля 2012, Израиль) — советский и украинский художник. Награждён орденом Красной Звезды и медалями.

## Биография
Родился 25 июня 1924 года в селе Злынка Кировоградской области в семье рабочих. Окончил Киевское училище прикладного искусства (1955) и Львовский полиграфический институт (1970).
Работал художником в Киевской и Ялтинской студиях художественных фильмов.
С 1963 года — художник Киевской киностудии им. А. П. Довженко.
Был членом Национального союза кинематографистов Украины (с 1972 года).
П. С. Максименко скончался 12 февраля 2012 года в Израиле, похоронен в городе Цфат.

## Фильмография
Оформил ленты:
- «Дорогой ценой» (1957, ассистент художника)
- «Штепсель женит Тарапуньку» (1957, ассистент художника)
- «Друзья-товарищи» (1959)
- «Любой ценой» (1959)
- «Иду к вам!..» (1961)
- «Дрессировщики» (1962, реж. В. Цветков)
- «Ключи от неба»
- «Тени забытых предков» (1964, декоратор)
- «Родник для жаждущих» (1965, в соавт.)
- «Два года над пропастью» (1966, декоратор)
- «Эта твёрдая земля» (1967, декоратор)
- «Вечер накануне Ивана Купала» (1968)
- «Тяжёлый колос» (1969, в соавт. с А. Кудрей)
- «Хлеб и соль» (1970, в соавт. с А. Кудрей)
- «Всего три недели...» (1971)
- «Живая вода» (1971)
- «Ночной мотоциклист» (1972)
- «Случайный адрес» (1973)
- «Земные и небесные приключения» (1974)
- «Это было в Межгорье» (1975)
- «Днепровский ветер» (1976, новеллы: «Чары-камыши», «На косе»)
- «Женцы» (1979)
- «Предвещает победу» (1978, в соавт.)
- «Под свист пуль» (1981)
- «Старые письма» (1981, т/ф)
- «Третий в пятом ряду» (1984) и др.